# ماهیانگانا
ماهیانگانا (به لاتین: Mahiyangana) یک منطقهٔ مسکونی در سری‌لانکا است که در ناحیه بادولا واقع شده‌است.